# Esteban Areta
Esteban Areta Vélez (Areta II) (n. 14 aprilie 1932, Pamplona, Navarra, Spania – d. 9 iulie 2007, Sevilla, Andaluzia, Spania) a fost un jucător profesionist de fotbal și antrenor spaniol.